# Sergej Ivanovitj Kisljak
Sergej Ivanovitj Kisljak (ryska: Сергей Иванович Кисляк), född 7 december 1950 i Moskva, är en rysk diplomat. Han var Rysslands ambassadör i Belgien 1998–2003 och i USA 2008–17.

## Biografi
Kisljak tog 1972 examen vid Moskvas ingenjörs- och fysikinstitut, och 1977 vid Moskvas utrikeshandelsakademi. Därefter arbetade han under 1980-talet som diplomat vid Sovjetunionens FN-representation samt vid landets ambassad i Washington, D.C.. Efter Sovjetunionens upplösning 1991 återvände Kisljak till Ryssland och tjänstgjorde i olika poster vid det ryska utrikesministeriet, bland annat som ansvarig för dess säkerhets- och nedrustningsavdelning 1995–98. Mellan 1998 och 2003 var han Rysslands ambassadör i Belgien, samt landets representant till Nato.
Mellan 2003 och 2008 var Kisljak Rysslands vice utrikesminister, och deltog under denna tid även i förhandlingar gällande Irans kärnkraftsprogram. Han utsågs 2008 till Rysslands USA-ambassadör. År 2016 framkom det att Kisljak hållit möten med flera nära medarbetare till Donald Trump inför presidentvalet i USA samma år, vilket ledde till misstankar om rysk inblandning i valet och en omfattande brottsutredning kring saken 2017–19. Såväl Rysslands regering som Trump nekade till anklagelserna. Kisljak lämnade posten som ambassadör i augusti 2017.